# Ernő
Az Ernő férfinév  a magyar nyelvújításkor a német eredetű  Ernst névből keletkezett -ő kicsinyítőképzővel. Női párja: Erna

## Rokon nevek
Erneszt

## Gyakorisága
Az 1990-es években ritka név, a 2000-es években nem szerepel a 100 leggyakoribb férfinév között.

## Névnapok
- január 12.[2]
- július 12.[2]
- július 13.[2]
- november 7.[2]

## Híres Ernők
- Ágoston Ernő festő, grafikus
- Bakits Ernő szerzetes
- Beer Ernő jogász
- Bielfeld Ernő Vilmos hadbíró
- Biner Vidor Ernő lelkész
- Buda Ernő bányamérnök
- Craloviz János Ernő jogász
- Dohnányi Ernő zongoraművész, zeneszerző, karmester, zongorapedagógus;
- Gerő Ernő kommunista politikus;
- Kiss Ernő honvéd altábornagy, az aradi vértanúk egyike
- Kocsis Ernő festőművész
- Kurnik Ernő mezőgazdász, az MTA tagja
- Ligeti Ernő író, publicista, szerkesztő
- Marosi Ernő művészettörténész, az MTA tagja;
- Mészáros Ernő meteorológus, az MTA tagja
- Nagy Ernő vívó
- Osvát Ernő szerkesztő, író
- Pesovár Ernő néptáncos, koreográfus, néptánckutató
- Poeltenberg Ernő honvéd tábornok, az aradi vértanúk egyike
- Rubik Ernő feltaláló
- Rubik Ernő gépészmérnök, repülőgép-tervező
- Salamon Ernő költő
- Schannen Ernő építész
- Szabó Ernő színművész
- Szénási Ernő színművész
- Szép Ernő költő, író, drámaíró;
- Szív Ernő, Darvasi László írói álneve
- Winter Ernő fizikus, feltaláló
- Zelliger Ernő somorjai ügyvéd, közjegyző

Kitalált személyek
- Nemecsek Ernő Molnár Ferenc A Pál utcai fiúk című regényének szereplője